# 赤兎馬
赤兎馬（せきとば、せきとめ、繁体字: 赤兔馬; 簡体字: 赤兔马; 拼音: chìtùmǎ; 注音: ㄔˋㄊㄨˋㄇㄚˇ）は、『三国志』および『三国志演義』に登場する馬。演義では西方との交易で得た汗血馬といわれている。「赤い毛色を持ち、兎のように素早い馬」の意とも。

## 概要

### 赤兔（赤兎）
「赤兔」という言葉について『芸文類聚』では「赤兔」を以下のとおり説明している。
- 瑞應圖曰 王者恩加耆老 則白兔見 一本曰 王者應事疾則見 赤兔者 王者德茂則見 -祥瑞部下99巻　兔[3]
- 梁蕭子範七誘曰…大夫曰 逸態之赤兔 駿足之驪駒 龍文重於漢厩 魚目貴於西都 若乃似鹿之體 如龍之姿 以紫縷 繫以青絲-57巻　七[4]

### 呂布の赤兎馬
赤兎馬が単一の個体（一頭の馬）であれば、呂布が董卓を殺害した頃（192年）から関羽が死去する（220年）まで約30年間現役の軍馬だったことになる。これは一般的な馬の寿命に相当し、不自然である。
柿沼陽平は、『藝文類聚』所引『瑞応図』の「赤兔」は「白兔（白兎）」と対比されており、「赤いうさぎ」の意で、馬に関する文章ではないとし、『藝文類聚』所引『七誘』所見の「逸態之赤兔」も「駿足之驪駒」と対句をなし、赤兔馬を指した語ではないとし、前掲『藝文類聚』は名馬赤兔馬伝説の論拠にならないとする。また漢代の簡牘に馬高140cm前後の複数の馬を「赤兎」と表記した例があること、当時は頭の形が兎のような馬を名馬としていたことから、「赤兔馬」自体は固有名詞でなく、「兎頭の赤毛馬（赤毛の名馬）」をさす一般名詞であり、当時赤兔馬に乗っていたのは呂布だけではないとした。

### 後漢書
『後漢書』巻75「劉焉袁術呂布列傳　第65」に「布常御良馬 號曰赤兔 能馳城飛塹」とある。

### 三国志
『三国志』巻7「呂布伝」に「布有良馬曰赤兔」とその名が見える。これによると、呂布が袁紹の元にいたころ、彼に頼まれて張燕を攻撃した。呂布はいつも赤兎という良馬に乗って敵陣に突進し、ついに張燕を打ち破ったという。また、注に引かれた『曹瞞伝』によると、呂布の剛勇と併せて「人中有呂布 馬中有赤兔」とあり、人中に呂布あり、馬中に赤兎ありと賞されたという。

### 品種
トルクメニスタン原産のアハルテケという説がある。

## 創作における赤兎馬

### 三国志平話
『三国志平話上巻』によると「這馬非俗 渾身上下血點也似鮮紅 鬃毛如火 名爲赤兔馬。丞相道 不是紅爲赤兔馬 是射兔馬 旱地而行 如見兔子 不曾走了 不用馬關踏住 以此言赤兔馬 又言 這馬若遇江河 如受平地 涉水而過多若至水中 不吃草料 食魚鱉 這馬日行一千里 負重八百餘斤 此馬非凡馬也」と説明し、「因爲赤兔馬殺了丁建陽」と呂布が持ち主の丁建陽を殺して奪い、曹操・劉備に攻められた場合についての答えで呂布は笑って「吾有馬名赤兔 我與貂蟬坐騎而去 馬能越塹 與貂蟬浮水而出 吾何懼哉」というと侯成がそれを盗んだとある。

### 三国志演義

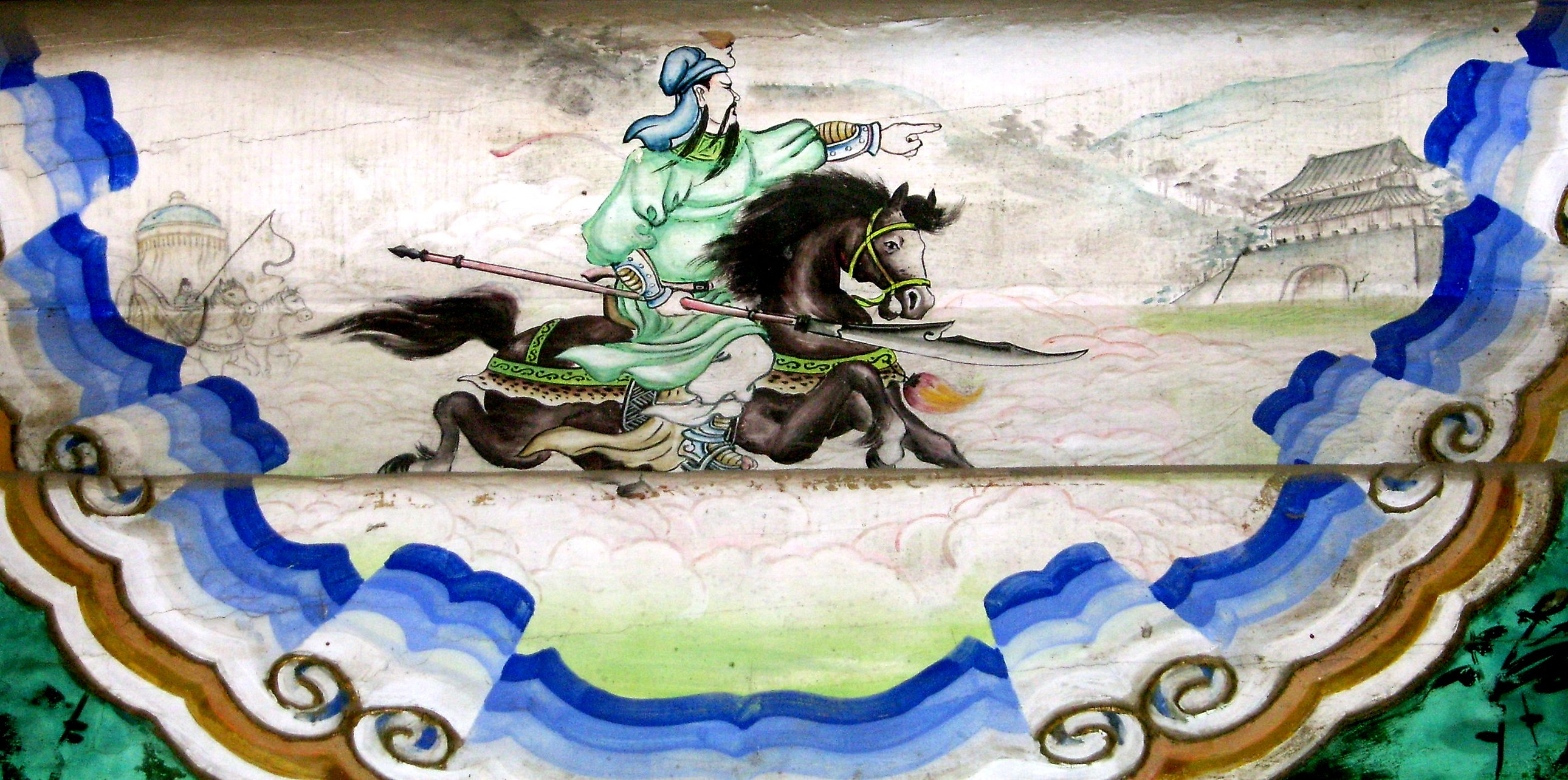
赤兎馬に騎乗している関羽

『三国志演義』によると赤兎馬は稀代の名馬で、一日に千里を駆けることができた。
はじめ董卓が持っていたが、呂布とその養父の丁原を離間させるために李粛の策で呂布に贈られた。呂布はその見返りに丁原を殺し董卓に仕えたが、赤兎馬は後に呂布を討った曹操の手に移る。しかし赤兎馬は気性が荒く誰にも乗りこなせずにいた。当時曹操は関羽を自分の部下にしたいがために軟禁状態に置き、気を引くために様々な贈り物を与えていた。しかし一向に効果がなかったため、「貴殿なら乗りこなせるだろう」と赤兎馬を与えたところ彼は見事にそれを乗りこなした。さらに、それまで何を贈っても喜ばなかった関羽が大喜びしたので、曹操はその理由を尋ねた。関羽は「この馬は1日に千里を駆けると知っております。今幸いにこれを得て、もし兄者（劉備）の行方が知れましたら、一日にして会うことが出来ましょうぞ」と答えたために曹操は愕然とし、また後悔した。
そののち、関羽が処刑された後は、呉の馬忠に与えられたが、馬草を食わなくなって死んだという。

### 水滸伝
小説『水滸伝』では関羽の子孫という設定の関勝も、関羽のように赤兎馬に乗って戦場に出陣する話がある。また、呂布に憧れる小温侯呂方の乗馬も赤兎である。